# FC 다우가바
FC 다우가바 다우가프필스는 라트비아의 축구 클럽으로 다우가프필스를 연고지로 삼고 있던 팀이다.

## 역사
- 2001년 : FK 디톤 다우가프필스로 재창단함.
- 2006년 : FC 다우가바 다우가프필스로 명칭 변경함.

### 리그 순위
- 2001 : 3부 지역리그 1위 (승격 플레이오프, 승격)
- 2002 : 2부 2위
- 2003 : 2부 3위 (1부 6위였던 FK 가우자가 재정적인 문제로 탈락하여 승격함)
- 2004 : 1부 7위 (강등 플레이오프, 강등)
- 2005 : 2부 5위 (승격 플레이오프, 승격)
- 2006 : 1부 5위
- 2007 : 1부 5위
- 2008 : 1부 6위

## 역대 우승기록
- 라트비아 컵

우승 (1): 2008